# Списак холандских и фламанских слика у Народном музеју Србије
Холандску и фламанску збирку Народног музеја Србије у Београду чини више од 500 дела (210 уметничких слика и 220 графика и гравура и преко 80 цртежа).
Народни музеј Србије био је први музеј у свету који је у своју сталну поставку уврстио слику Пита Мондријана.
Заступљени уметници су Дирк Баутс, Хуан де Фландес, Хијероним Бош, Корнелис де Вос, Антонис ван Дајк, Антонис Мор, Јан Бројгел Старији, Мартен де Вос, Јoс ван Клеве, Јан Антонис ван Равестејн, Петер Паул Рубенс, Јан ван Гојен, Јустус Сустерманс, Корнелис де Вос, Виљем ван Алст, Франс ван Мирис старији, Паулус Потер, Каспар Нетшер, Јан Франс ван Блумен, Адам Франс ван дер Мулен, Годфрид Шалкен, Адриан ван Утрехт, Јохан Бартолд Јонгкинд, Јан Викторс, Кес ван Донген, Антон Мауве, Аларт ван Евердинген, Винсент ван Гог и Пит Мондријан.

## Листа уметничких дела
- Дирк Баутс, атрибуција Поклонство мага (темпера 76 к 89)
- Хуан де Фландес, Ево Јагњета Божјег, уље на дрвету, в. 1497, 80 к 52 цм[1]
- Хијероним Бош, Искушење светог Антонија, темпера на табли[2]
- Јос ван Клеве, Портрет човека са бројаницом[3]
- Јан Сандерс ван Хемесен, Владар прима данак
- Антонис Мор, Портрет шпанског племића[4]
- Мартен де Вос, Рај[5]
- Јан Бројгел Старији, Цвеће и (приписани) Пејзаж са Јованом Крститељем (уље на панелу)
- Петер Паул Рубенс, (2 слике) Дијана дарује Пану уље на платну, 145 к 211,5 цм, в. 1615[6] и римски цар Галба уље на плочи[7]